# S/mileage 精選輯完全版①
《S/mileage 精選輯完全版①》（スマイレージ ベストアルバム完全版①）是日本的女子偶像組合S/mileage的第1張精選輯，於2012年5月30日發行。唱片公司為hachama。

## 概要
- 《S/mileage 精選輯完全版①》是S/mileage出道以來的第1張精選輯，與上一張專輯《壞孩子①》發行相距約1年6個月。
- 專輯收錄第1張單曲《做夢的 15歲》至第10張單曲《斑點比基尼》共10首A面曲，以及特別收錄4張獨立製作的單曲和新歌《黄色的自行車與三明治》，共15首歌曲。
- 本作分為「初回限定盤」和「CD盤」2種版本。
- 「初回限定盤」收錄了影片《S/mileage History》。
- 在6月11日於公信榜專輯週排行榜取得第13位。

## 收錄內容

### CD
1. 斑點比基尼（ドットビキニ）
（作詞、作曲：淳君　編曲：大久保薫）
第10張單曲
2. 請等一下!（チョトマテクダサイ!）
（作詞、作曲：淳君　編曲：平田祥一郎）
第9張單曲
3. Please Miniskirt Postwoman!（プリーズ ミニスカ ポストウーマン!）
（作詞、作曲：淳君　編曲：大久保薫）
第8張單曲
成員中西香菜、竹內朱莉、勝田裡奈和田村芽実升格為二期成員後第一張單曲，一期成員前田憂佳畢業單曲。
4. 站起來女孩（タチアガール）
（作詞、作曲：淳君　編曲：平田祥一郎）
第7張單曲
準成員中西香菜、小數賀芙由香、竹內朱莉、勝田裡奈和田村芽実加入後的第一張單曲，亦是小數賀芙由香的畢業單曲。
5. 有頂天LOVE
（作詞、作曲：淳君　編曲：大久保薫）
第6張單曲，一期成員小川紗季畢業單曲
6. 噓聲的愛 Buu!（恋にBooing ブー!）
（作詞、作曲：淳君　編曲：山崎淳）
第5張單曲，東京電視台節目4月片尾曲
7. 短髮
（作詞、作曲：淳君　編曲：平田祥一郎）
第4張單曲
8. 以相同時薪工作著朋友的美人媽媽（同じ時給で働く友達の美人ママ）
（作詞、作曲：淳君　編曲：山崎淳）
第3張單曲
9. ○○不用努力也可以啦!!（○○ がんばらなくてもええねんで!!）
（作詞、作曲：淳君　編曲：高橋諭一）
第2張單曲
10. 做夢的 15歲（夢見る 15歳）
（作詞、作曲：淳君　編曲：平田祥一郎）
第1張單曲
11. 當大人好難!!!（オトナになるって難しい!!!）
（作詞、作曲：淳君　編曲：板垣祐介）
第4張獨立製作單曲，東京電視台動畫《變身！公主偶像》片尾曲
12. 喜歡
（作詞、作曲：淳君　編曲：板垣祐介）
第3張獨立製作單曲
13. 雖然明天就要約會了，但現在就想聽到你的聲音（あすはデートなのに、今すぐ声が聞きたい）
（作詞、作曲：淳君　編曲：AKIRA）
第2張獨立製作單曲
14. 鬧彆扭（ぁまのじゃく）
（作詞、作曲：淳君　編曲：藤澤慶昌）
第1張獨立製作單曲
15. 黄色的自行車與三明治（黄色い自転車とサンドウィッチ）
（作詞、作曲：淳君　編曲：オオバコウスケ）

### DVD
1. S/mileage History